# Tårnby Kommune

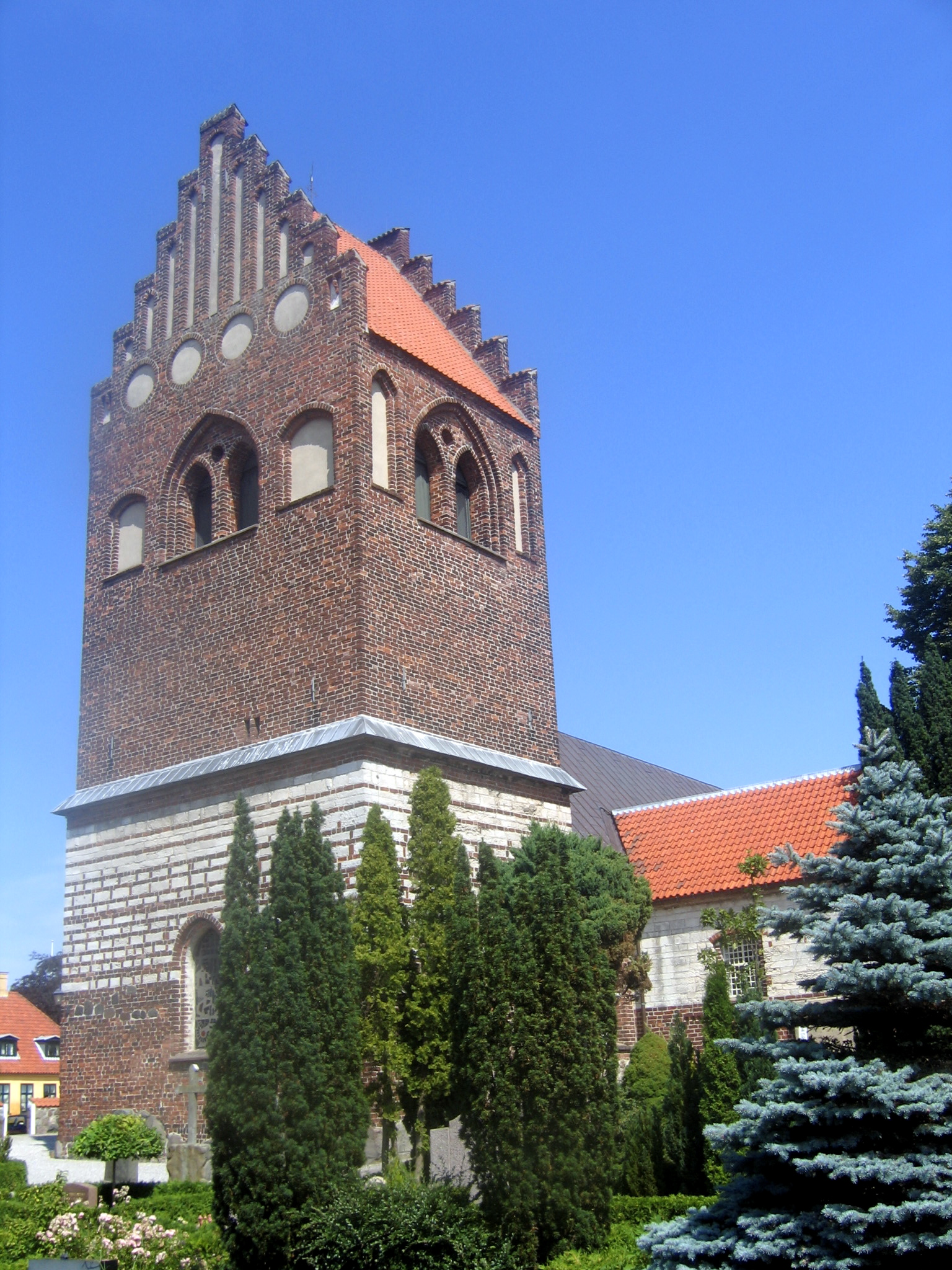
Kirche von Tårnby

Tårnby Kommune ist eine dänische Kommune in der Region Hovedstaden südöstlich von Kopenhagen auf dem mittleren Teil der Insel Amager. Tårnby selbst ist Bestandteil der Hauptstadtregion Hovedstadsområdet, nicht jedoch die ländlichen Anteile der Kommune. Außerhalb des geschlossenen Siedlungsgebietes wohnen jedoch nur
410
der 43.042 Einwohner der Kommune (Stand 1. Januar 2023).
Die Kommune hat eine Größe von 66,10 km². Zu ihr gehört der Ortsteil Kastrup, in dem sich der Kopenhagener Flughafen (Københavns Lufthavn, Kastrup) befindet, sowie die Vogelschutzinsel Insel Saltholm und die künstliche Insel Peberholm. Die beiden letztgenannten Inseln gehören nicht zu Hovedstadsområdet.
Die Öresundverbindung beginnt auf Amager als Tunnel unter dem Drogden-Fahrwasser (Drogdentunnel), um auf der künstlichen Insel Peberholm wieder an die Oberfläche zu kommen und sich zur eigentlichen Öresundbrücke fortzusetzen. Sowohl Bus- und Zugverbindungen, als auch eine Metro verbinden die Gemeinde mit der dänischen Hauptstadt.
Westlich von Tårnby befindet sich das zwischen 1940 und 1945 aufgeschüttete, 25 km² große Gebiet Kalvebodstrand. Es ist Brutplatz für unzählige Vogelarten.
Tårnby Kommune besitzt eine Gesamtbevölkerung von 43.042 Einwohnern (Stand 1. Januar 2023).

## Kirchspielsgemeinden in der Kommune
Auf dem Gebiet der Kommune liegen die folgenden Kirchspielsgemeinden (dän.: Sogn):
| Nr. | Kirchspiel      | Einwohner |
| --- | --------------- | --------- |
| 01  | Korsvejens Sogn | 8.180     |
| 02  | Kastrup Sogn    | 10.184    |
| 03  | Skelgårds Sogn  | 14.021    |
| 04  | Tårnby Sogn     | 10.548    |

## Einwohnerzahl
Entwicklung der Einwohnerzahl (1. Januar):
- 1980 - 42.075
- 1985 - 40.400
- 1990 - 39.719
- 1995 - 39.291
- 1999 - 39.304
- 2000 - 39.402
- 2003 - 39.466
- 2005 - 39.582
- 2010 - 40.383
- 2011 - 40.835
- 2023 - 43.042

## Partnerschaften
Die Tårnby Kommune unterhält eine Dreieckspartnerschaft mit der norwegischen Gemeinde Skedsmo und der schwedischen Kommune Alingsås. Nach der Eingemeindung der finnischen Stadt Karis in die Gemeinde Raseborg zum 1. Januar 2009 wurde die Partnerschaft mit den drei verbliebenen Gemeinden von finnischer Seite beendet.

## Söhne und Töchter
- Ove Sprogøe (1919–2004), Schauspieler
- Jan Heintze (* 1963), Fußballspieler
- Rakel Helmsdal (* 1966), faröische Schriftstellerin und Marionettentheaterbetreiberin
- Angelina Jensen (* 1973), Curlerin
- Camilla Jensen (* 1982), Curlerin
- Peter Hummelgaard Thomsen (* 1983), Politiker
- Niki Zimling (* 1985), Fußballspieler
- Camilla Brejner Schwalbe (* 1986), Politikerin, Vorsitzende der Danmarks Socialdemokratiske Ungdom (DSU), der Jugendorganisation der Socialdemokraterne
- Mads Glæsner (* 1988), Schwimmer
- Amalie Dideriksen (* 1996), Radrennfahrerin